# Pretty Baby
Pretty Baby ist ein Spielfilm von Louis Malle aus dem Jahr 1978.

## Handlung
Der Film schildert das Leben der 12-jährigen Violet in einem Bordell in New Orleans zu Beginn des 20. Jahrhunderts.
Das junge Mädchen lebt unter den Prostituierten und ihren Freiern wie in einer Großfamilie.
Eines Tages taucht der scheue junge Fotograf Ernest J. Bellocq in dem Bordell auf, um Prostituierte zu fotografieren. Violet findet ihn faszinierend.
Zunächst ist Violet im Bordell nur Beobachterin. Doch dann wird ihre Jungfräulichkeit an den Meistbietenden versteigert. 
Kurz darauf nimmt Violets Mutter Hattie den Heiratsantrag eines Freiers an und zieht mit ihm nach St. Louis. Violet, die sie (um den Bräutigam nicht zu verschrecken) als ihre jüngere Schwester ausgegeben hat, bleibt im Bordell zurück.
Bellocq fängt mit Violet eine Liebesbeziehung an und das Mädchen zieht bei ihm ein. Zwischen dem erwachsenen Mann und dem Kind kommt es jedoch zu Schwierigkeiten. Violet ist flatterhaft, Luxus gewöhnt und verspielt, Bellocq bodenständig und realistisch – die Beziehung scheitert. Als kurze Zeit später das Bordell schließt, in das Violet gerade zurückgekehrt war, macht Bellocq ihr völlig überraschend einen Heiratsantrag. Ohne zu zögern, willigt sie ein.
Dann kommt ebenso überraschend Violets Mutter mit ihrem Ehemann, um Violet zu sich zu holen und auf die Schule zu schicken. Da die Ehe mit einer Minderjährigen rechtlich nicht wirksam ist, muss Bellocq dies zulassen, obwohl er vorgibt, ohne sie nicht leben zu können. 
Der Film endet mit einer Szene am Bahnhof. Hatties Mann macht ein Foto von seiner Frau, ihrem Baby und Violet. Violets Blick lässt Spielraum für Interpretationen, ob sie ihrem vermeintlich erwachsenen Leben nachtrauert oder sich bewusst wird, nun das Leben eines normalen Kindes zu führen.

## Hintergründe
Der Film basiert auf der Lebensgeschichte des Fotografen Ernest J. Bellocq, nach dessen Originalbildern viele Szenen des Films komponiert wurden.

## Auszeichnungen (Auswahl)
Der Film wurde 1978 bei den Internationalen Filmfestspielen von Cannes mit dem Technik Grand Prix ausgezeichnet. In der Kategorie Beste Filmmusik war der Film 1979 für den Oscar nominiert.